# Janusz Kaminski
Zygmund Janusz Kamiński, A.S.C. (Ziębice, 27 de junio de 1959) es un director de fotografía y director de cine polaco. Ha fotografiado todas las películas dirigidas por Steven Spielberg desde 1993.

## Filmografía

### Cinematografía
- IF (2024)[1]
- Los Fabelman (2022)
- West Side Story (2021)
- Ready Player One (2018)
- The Post (2017)
- The BFG (2016)
- Bridge of Spies (2015)
- Lincoln (2012)
- War Horse (2011)
- Funny People (2009)
- Indiana Jones y el reino de la calavera de cristal (2008)
- Hania (2007)
- Le Scaphandre et le Papillon (2007)
- Múnich (2005)
- La guerra de los mundos (2005)
- Jumbo Girl (2004)
- La terminal (2004)
- Atrápame si puedes (2002)
- Minority Report (2002)
- A.I. Inteligencia artificial (2001)
- Saving Private Ryan (1998)
- Amistad (1997)
- The Lost World: Jurassic Park (1997)
- Jerry Maguire (1996)
- How to Make an American Quilt (1995)
- Tall Tale (1995)
- Little Giants (1994)
- La lista de Schindler (1993)
- Class of '61 (1993)
- The Adventures of Huck Finn (1993)
- Trouble Bound (1993)
- Mad Dog Coll (1992)
- Wildflower (1991)
- Cool as Ice (1991)
- Killer Instinct (1991)
- Pyrates (1991)
- Grim Prairie Tales (1990)
- The Rain Killer (1990)
- The Terror Within II (1990)

### Director
- Hania (2007)
- Lost Souls (2000)

### Otros
- Armageddon (1998)
- Love, Cheat & Steal (1993)
- One False Move (1992)
- Pyrates (1991)
- To Die Standing (1990)
- Watchers II (1990)
- Stripped to Kill II: Live Girls (1989)
- Dance of the Damned (1988)
- Nothing in Common (1986)
- la solución (2013)

## Premios y distinciones
Premios Óscar
| Año  | Categoría        | Película                    | Resultado |
| ---- | ---------------- | --------------------------- | --------- |
| 1994 | Mejor fotografía | La lista de Schindler       | Ganador   |
| 1998 | Mejor fotografía | Amistad                     | Nominado  |
| 1999 | Mejor fotografía | Salvar al soldado Ryan      | Ganador   |
| 2008 | Mejor fotografía | La escafandra y la mariposa | Nominado  |
| 2012 | Mejor fotografía | War Horse                   | Nominado  |
| 2013 | Mejor fotografía | Lincoln                     | Nominado  |
| 2022 | Mejor fotografía | West Side Story             | Nominado  |